# Antoine de Paule
Fra' Antoine de Paule (ur. ok. 1551, zm. 9 czerwca 1636) – 56. wielki mistrz zakonu maltańskiego od 10 marca 1623 roku do śmierci.

## Życiorys
Urodzony ok. roku 1551 w Prowansji we Francji, wstąpił do zakonu św. Jana po wzięciu udziału w lokalnej bitwie, w której zginął jego brat. W zakonie wspinał się po szczeblach kariery, osiągając w końcu stanowiska komandora Marsylii oraz wielkiego przeora Saint-Gilles. 10 marca 1623 roku, po śmierci wielkiego mistrza Luisa Mendesa de Vasconcellos, został wybrany jego następcą.
Antoine de Paule wzmocnił zakon zarówno pod względem finansowym, jak i obronnym, poprawiając stan umocnień na wyspie. W roku 1626 położył kamień węgielny pod budowę miasta Paola na Malcie, nazwanego tak na jego cześć.
W roku 1620, jeszcze jako rycerz zakonu, de Paule zbudował w Attard swoją wiejską willę. Po wyborze na wielkiego mistrza około roku 1625 rozbudował willę w pałac San Anton, ustanawiając go swoją letnią rezydencją.
Jednak de Paule miał również wrogów; niektórzy z nich przedstawili papieżowi Urbanowi VIII memoriał, w którym opisali go jako "człowieka o swobodnym trybie życia i gawędziarza", "winnego symonii", który miał "kupić swoją pozycję za pieniądze". W odpowiedzi de Paule wysłał do papieża delegata, aby „wyciszył” te oskarżenia.
W pierwszej połowie XVII wieku Morze Śródziemne było regionem względnego spokoju, jeśli nie liczyć rajdów okrętów zakonu przeciw okrętom tureckim, które trwały przez cały okres rządów wielkiego mistrza de Paule. Według spisu przeprowadzonego w 1632 roku ludność Wysp Maltańskich przekroczyła liczbę 50 000, czyli pięciokrotność szacowanej liczby mieszkańców w roku 1565. Wielcy mistrzowie potrzebowali łupu z najazdów, w tym niewolników, w celu uzupełnienia dochodów z europejskich dóbr zakonu.

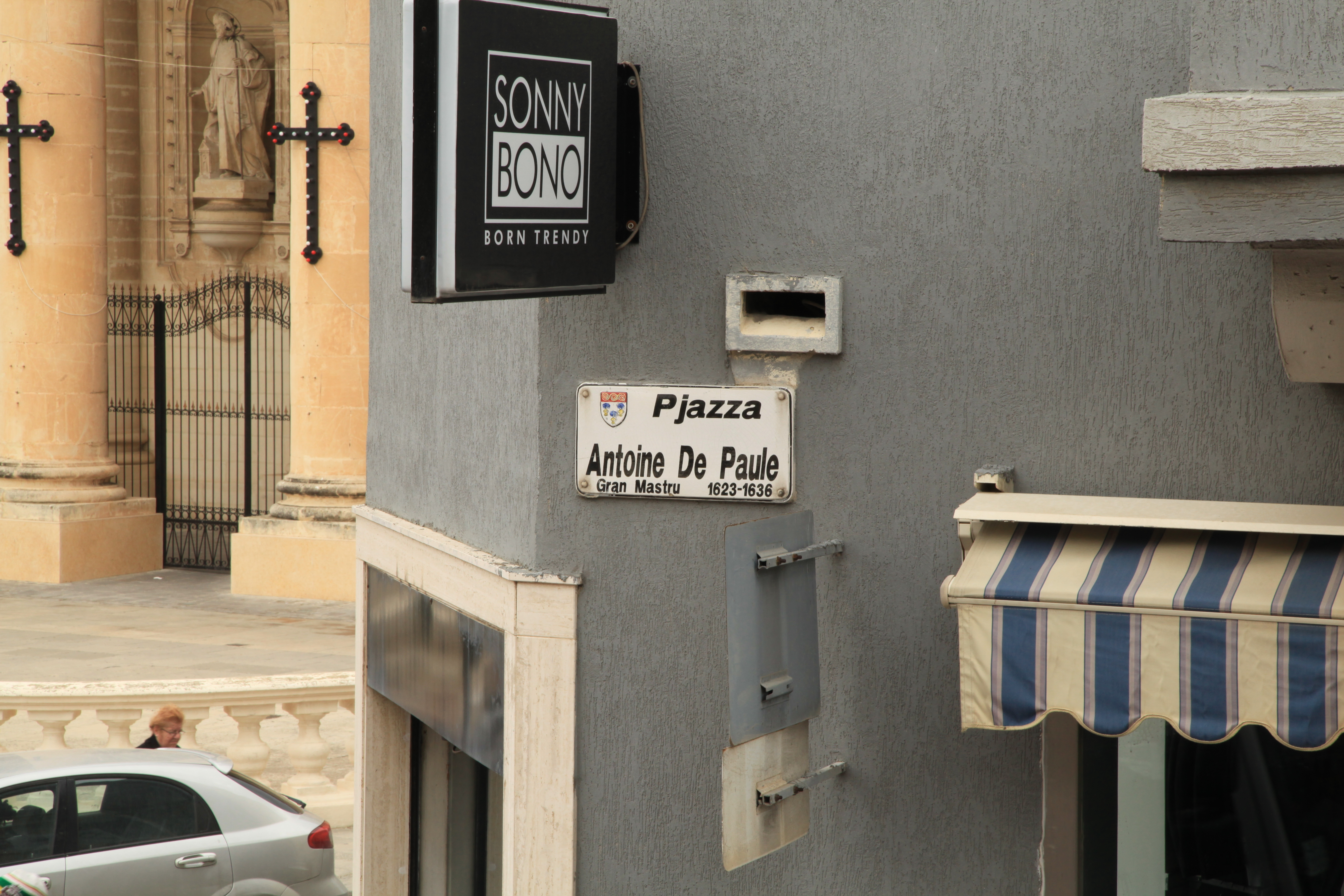
Plac w Paoli, nazwany na cześć Antoine de Paule’a

Wielki mistrz Antoine de Paule zmarł 9 czerwca 1636 roku, po prawie trzymiesięcznej chorobie, w wieku 85 lat. W epitafium wychwalany był jako przywódca kochający swoich poddanych, będący w zamian przez nich również kochanym.